# Cynizm
Cynizm – postawa etyczna, charakteryzująca się nieuznawaniem i podważaniem wartości i norm obowiązujących w danym środowisku.
Cynizm wiąże się z negatywnym poglądem na naturę ludzką. Zgodnie z tym uznaje, że jednostki dążą do realizacji swoich interesów i wątpią w autentyczność altruistycznych motywów działań. Według cyników nie istnieją „wyższe wartości”, „wzniosłe cele” czy ideały. Są one jedynie słowami, za pomocą których jednostki oszukują same siebie lub które służą jednym do manipulacji drugimi. Tym samym podając je w wątpliwość, obnaża się ludzkie zakłamanie.
Współczesne znaczenie cynizmu jest bardzo różne od poglądów starożytnej filozofii cynickiej, powstałej w V w. p.n.e. Dla starożytnych cyników (np. Antystenesa czy Diogenesa z Synopy) odrzucenie powszechnie obowiązujących norm i wartości było warunkiem dobrego życia. Bogactwo, sława i inne dążenia większości ludzi uniemożliwiają osiągnięcie cnoty i zniewalają człowieka, dlatego powinno się z nich rezygnować.
W okresie cesarstwa rzymskiego cynizm uległ popularyzacji i stopniowej degeneracji. Starożytne źródła podają wiele przykładów jednostek, które deklarując przywiązanie do filozofii cynickiej (odrzucenie dóbr materialnych, dążenie do cnoty), jednocześnie prowadziły sprzeczne z nią życie. Tym samym w okresie późnego cesarstwa rzymskiego pozytywne przesłanie cynizmu zostało zapomniane, a on sam zaczął być utożsamiany z egoizmem i zakłamaniem.
Współczesne rozumienie słowa cynizm jest efektem wybiórczego potraktowania doktryny cynickiej przez XVIII- i XIX-wiecznych historyków filozofii, akcentujących jego odrzucenie obowiązującego porządku społecznego. Mianem „cynika” zaczęto określać osoby nie odwołujące się do założeń filozofii cynickiej, a po prostu podważające obowiązujące hierarchie wartości (np. Rousseau). „Cynik”, podobnie jak „stoik” czy „epikurejczyk”, stały się wtedy częścią języka potocznego, nie mając już związku z doktrynami filozoficznymi.